# Juan Antonio Chesa
Juan Antonio Chesa Camacho, más conocido como Chesa, (nacido el 1 de febrero de 1970) es un exfutbolista español. Chesa jugaba en la posición de centrocampista.

## Clubes
| Club              | País   | Año       | Barça Juvenil 1987-1988 | Villarreal CF | España | 1988-1989 |
| Albacete Balompié | España | 1989-1990 |                         |               |        |           |
| CD Málaga         | España | 1989-1991 |                         |               |        |           |
| Albacete Balompié | España | 1991-1994 |                         |               |        |           |
| Rayo Vallecano    | España | 1994-1995 |                         |               |        |           |
| Hellín Deportivo  | España | 1995-1996 |                         |               |        |           |
| Albacete Balompié | España | 1995-1996 |                         |               |        |           |
| Écija Balompié    | España | 1996-1997 |                         |               |        |           |
| C. D. Manchego    | España | 1996-1997 |                         |               |        |           |
| Novelda CF        | España | 1997-1998 |                         |               |        |           |
| Caravaca CF       | España | 1998-1999 |                         |               |        |           |